# Amphoe Dong Luang
Amphoe Dong Luang (Thai อำเภอดงหลวง) ist ein Landkreis (Amphoe – Verwaltungs-Distrikt) im Norden der  Provinz Mukdahan. Die Provinz Mukdahan liegt im westlichen Teil der Nordost-Region von Thailand, dem so genannten Isan.

## Geographie
Benachbarte Landkreise und Gebiete sind (von Süden im Uhrzeigersinn): die Amphoe Mueang Mukdahan und Khamcha-i der Provinz Mukdahan, die Amphoe Khao Wong und Na Khu in der Provinz Kalasin, Amphoe Tao Ngoi in der Provinz Sakon Nakhon, sowie die Amphoe Na Kae und That Phanom in der Provinz Nakhon Phanom.

## Geschichte
Dong Luang wurde am 1. April 1877 zunächst als „Zweigkreis“ (King Amphoe) eingerichtet, indem die drei Tambon Dong Luang, Kok Tum und Nong Bua vom Amphoe Na Kae (heute Provinz Nakhon Phanom) abgetrennt wurden. 
Als 1982 die neue Provinz Mukdahan eingerichtet wurde, war Dong Luang eines der Gebiete, aus denen die neue Provinz geschaffen wurde. Es wurde zunächst dem Landkreis Mueang Mukdahan untergeordnet. Am 16. Juli 1984 wurde Dong Luang zum Amphoe heraufgestuft.

## Verwaltung

### Provinzverwaltung
Der Landkreis Dong Luang ist in sechs Tambon („Unterbezirke“ oder „Gemeinden“) eingeteilt, die sich weiter in 60 Muban („Dörfer“) unterteilen.
| Nr. | Name        | Thai     | Muban | Einw. |
| --- | ----------- | -------- | ----- | ----- |
| 01. | Dong Luang  | ดงหลวง   | 12    | 8.244 |
| 02. | Nong Bua    | หนองบัว   | 08    | 4.531 |
| 03. | Kok Tum     | กกตูม     | 16    | 9.072 |
| 04. | Nong Khaen  | หนองแคน  | 07    | 5.018 |
| 05. | Chanot Noi  | ชะโนดน้อย | 09    | 5.537 |
| 06. | Phang Daeng | พังแดง    | 08    | 5.532 |

### Lokalverwaltung
Es gibt drei Kommunen mit „Kleinstadt“-Status (Thesaban Tambon) im Landkreis:
- Dong Luang (Thai: เทศบาลตำบลดงหลวง) bestehend aus dem gesamten Tambon Dong Luang.
- Kok Tum (Thai: เทศบาลตำบลกกตูม) bestehend aus dem gesamten Tambon Kok Tum.
- Nong Khaen (Thai: เทศบาลตำบลหนองแคน) bestehend aus dem gesamten Tambon Nong Khaen.

Außerdem gibt es drei „Tambon-Verwaltungsorganisationen“ (องค์การบริหารส่วนตำบล – Tambon Administrative Organizations, TAO):
- Nong Bua (Thai: องค์การบริหารส่วนตำบลหนองบัว)
- Chanot Noi (Thai: องค์การบริหารส่วนตำบลชะโนดน้อย)
- Phang Daeng (Thai: องค์การบริหารส่วนตำบลพังแดง)